# Mammaliaformes
Mammaliaformes („sisarskog oblika”) klada je koja sadrži krunsku grupu sisara i njihovih najbližih izumrlih srodnika. Ova grupa je proizašla iz ranijih probainognatijanskih cinodonta. Ova klada je definisana kao klada koja potiče od najskorijeg zajedničkog pretka Morganucodonta i krunske grupe sisara; potonja je klada poreklom sa najskorijeg zajedničkog pretka postojećih Monotremata, Marsupialia, i Placentalia.

## Spoljašnje veze
- Aron Ra - "Systematic Classification of Life (episode 23) - Mammaliaformes"